# Mielikki
Mielikki (Milikki, Mimerkki) a finn mondákban Tapio felesége, Tuulikki és Nyrikki anyja. Ő az erdők úrnője. Kék kabátot, piros kapcát visel, Tapiolában lakik.

## Külső hivatkozások
- MIELIKKI (angolul) (Hozzáférés: 2017. augusztus 8.)